# Bembe
Bembe – miasto w Angoli, w prowincji Uíge.